# Kluntarna
Kluntarna est une ile et une réserve naturelle de l’archipel de Luleå en Suède,,.

## Réserve naturelle de Kluntarna
La réserve naturelle de Kluntarna a été créée le 31 octobre 1997 et sa superficie est de 724 hectares. 
Soient 181 hectares de terres, 542 hectares d'eau et 86 hectares de forêts.
Elle couvre les trois îles Kluntarna, Granskäret et Björkskäret.

## Île de Kluntarna
Sur l'île de Kluntarna se trouve un village de pêcheurs ainsi que le Kluntgubben, une formation rocheuse située le long d'un des sentiers de l'île qui culmine à 27 mètres d'altitude.
L'île se compose de deux parties, l'ancienne Kluntarna et la Kråkskär attenante au nord.
Les visiteurs peuvent profiter des sentiers de randonnée et des aires de repos et ils ont la possibilité de camper ou de louer l'un des chalets municipaux.
L'île de Kluntarna est habitée de façon saisonnière depuis de nombreux siècles et a toujours été utilisée comme base de pêche et de chasse au phoque. De nombreuses ruines de constructions en pierre, labyrinthes et autres traces de l'activité humaine se trouvent sur l'île.
Les découvertes archéologiques telles que divers labyrinthes de pierre, ruines et objets datent du 14ème ou 15ème siècle. Des fondations ont été trouvées à proximité de ces lieux, ce qui indique qu'une habitation a eu lieu. 
En raison de l'élévation du terrain due au rebond post-glaciaire, l'ancien port est devenu inaccessible et un nouveau port a dû être construit plus au sud.
Des exemples de flore typique de l'archipel, comme l'aulne, les forêts primaires de conifères et les espèces rares telles que l'euphrase des plages peuvent être observés sur l’île.
Les échassiers sont fréquemment observés, dans la forêt des tétras et autres oiseaux des bois. 
Des guillemots et des cormorans sont également souvent observés.

## Accès
Kluntarna n'a pas de réseau routier, tout doit être transporté à pied ou à ski. 
En été, l'île est accessible en bateau privé ou en bateau au départ de Luleå.
En hiver, il est accessible à tous, le golfe de Botnie environnant est suffisamment gelé pour pouvoir être parcouru en voiture ou en motoneige.
Le port de plaisance de Kluntarna a une profondeur de 2,5 à 4 mètres et dispose de 40 emplacements portuaires.